# Nacionalni kulturni center Ugande
Ugandski nacionalni kulturni center (UNCC) je ugandski izvršilni organ, ki je bil ustanovljen z Zakonom o ugandskem nacionalnem kulturnem centru iz leta 1959 (spremenjen leta 1965).

## Lokacija
Sedež UNCC je na vogalu avenije Said Barre in ulice De Winton v osrednjem delu Kampale, glavnega in največjega mesta Ugande.

## Pregled
UNCC je bil uradno ustanovljen 2. decembra 1959. Zadolžen je za: 
- zagotavljanje in ustanavljanje gledališč in kulturnih centrov v državi
- spodbujanje in razvoj kulturnih in umetniških dejavnosti ter
- zagotavljanje doma društvom, skupinam in organizacije, ki se ukvarjajo z umetnostjo, kulturo in zabavo.

A.G. Mehta, spoštovani župan Kampale leta 1968, je podpiral Narodno gledališče in je odprl njegovo prvo razstavo o bahajstvu v Ugandi.

## Objekti
Center ima dva glavna dela: Narodno gledališče in galerijo Nommo, ki sta v središču Kampale. Narodno gledališče je prizorišče različnih vrst odrskih predstav, služi pa tudi kot kino. Galerija Nommo prikazuje razstave umetniških del ugandskih in tujih umetnikov. Center ponuja tudi bar s prigrizki, ki trdi, da ponuja »najboljše afriške jedi, postrežene z najboljšimi začimbami in ambientom« in Craft Village, kjer prodajajo lokalno izdelane ročne izdelke.

## Upravljanje
Za nadzor UNCC je odgovoren osemčlanski odbor skrbnikov, ki ga imenuje minister za spol, delo in socialni razvoj. Uprava nato imenuje vodstveno ekipo in zaposli druge zaposlene.